# Памятник Юрию Гагарину (Саратов)
Памятник Юрию Гагарину в Саратове установлен в 1995 году на Набережной космонавтов, около пересечения её с Обуховским переулком.
Отлит памятник был за пять лет до этого, в 1990 году, после чего в течение трёх лет находился на территории Завода художественного литья в Московской области (Мытищи) в силу финансовых трудностей у администрации Саратова, которая не смогла сразу выкупить заказанный ими памятник.
В Саратов памятник был привезён в 1993 году, после чего были начаты работы по созданию постамента.
Автор памятника скульптор Юрий Чернов.
Памятник был открыт 30 сентября 1995 года. На торжественной церемонии открытия памятника присутствовали лётчик-космонавт Владимир Ковалёнок, глава Военно-воздушной инженерной академии имени профессора Н. Е. Жуковского, генерал-полковник Борис Громов. Семья Юрия Гагарина на церемонии была представлена его племянницей Т. Д. Филатовой.
Решение установить памятник Юрию Гагарину в Саратове было связано с тем, что этот город он считал своей второй родиной. Именно в Саратове Гагарин учился в Саратовском индустриальном техникуме, где получил профессию литейщика, параллельно с этим начал учиться в местном аэроклубе и летать на спортивном аэродроме Дубки при ДОСААФ, курсы в котором Гагарин окончил с отличием.
Также после своего полёта при возвращении Гагарина на Землю он совершил приземление в Саратовской области, между посёлками Смеловка и Узморье. Это место называется Гагаринское поле. В 2021 году вокруг него был открыт Парк покорителей космоса им. Юрия Гагарина. Около памятника ежегодно в День космонавтики проводятся торжественные митинги, проходят церемонии возложения цветов.

## Критика памятника
Сразу после установки памятник получил неоднозначные оценки. Большое количество жителей города заявляли о том, что им памятник не нравится. В частности, в качестве причин этого называлось то, что у памятника слишком большая голова, соотношение роста и фигуры не соответствует реальному, также некоторые отмечали отсутствие портретного сходства или его недостаточность.

## Описание памятника

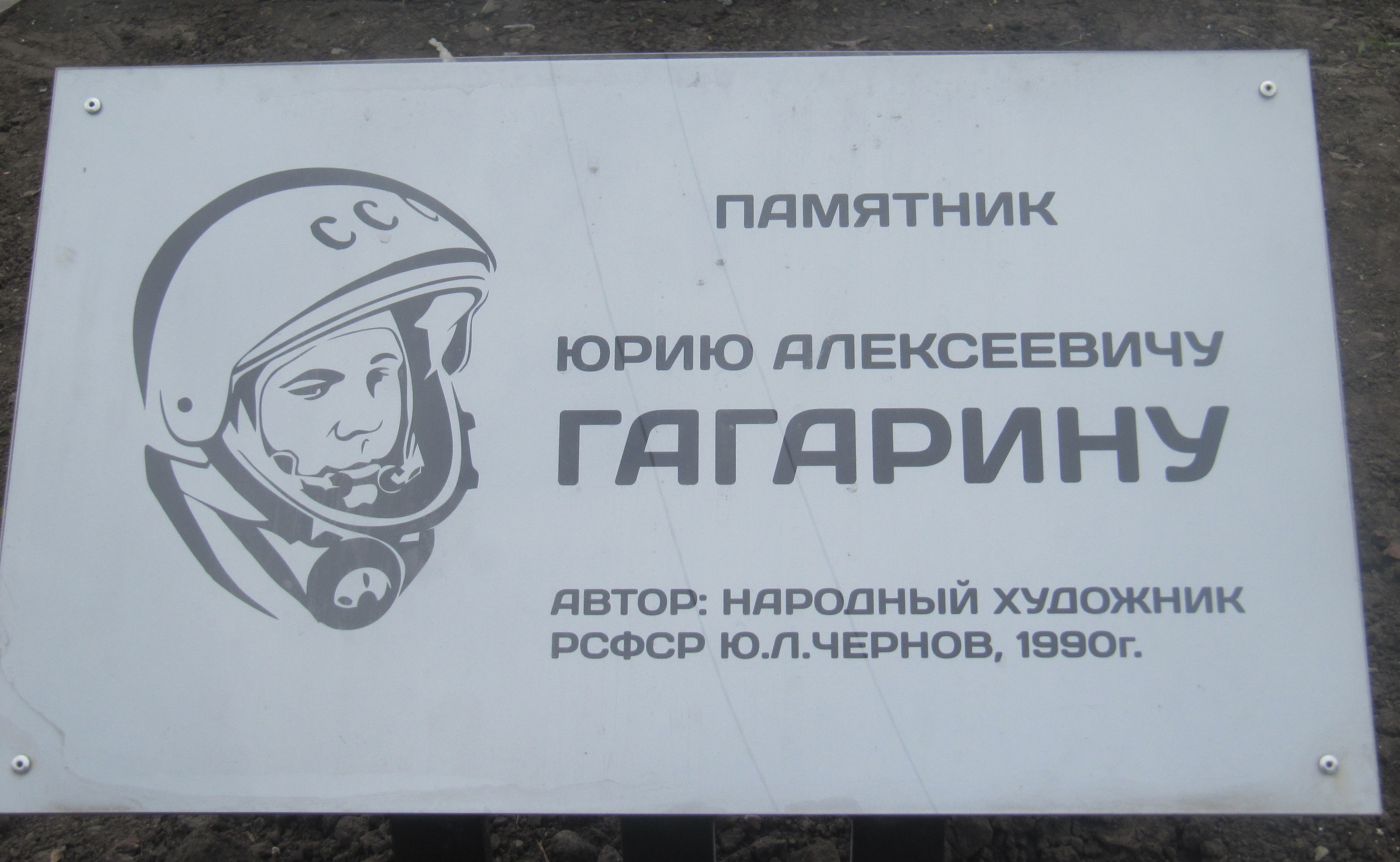
Памятник Гагарину (табличка)

Памятник представляет собой полноростовую фигуру Гагарина высотой около трёх метров. Гагарин представлен на этом монументе не в военной форме или космическом скафандре, как это сделано на многих памятниках, а в обычном гражданском костюме. Фигура изображена в движении.
Постамент немногим уступает по высоте самому памятнику и выполнен в виде стилизованного подъёма к вершине, на которой и стоит Гагарин.
Полная высота памятника составляет 5,5 метров, высота основания около 2,5 метра.